# Segunda División Peruana 1990
La Segunda División Peruana 1990 fue jugado por 20 equipos. Tuvo como participantes a 15 elencos del Departamento de Lima, 3 de la Provincia Constitucional del Callao y 2 del Departamento de Ica.
Hijos de Yurimaguas logró el título del torneo obteniendo el ascenso al Campeonato Descentralizado 1991.

## Ascensos y descensos
| Posición | al Descentralizado 1990 |
| -------- | ----------------------- |
| 1°       | Sport Boys              |

| Posición | del Descentralizado 1989 |
| -------- | ------------------------ |
|          | No hubo descenso         |

| Posición     | de Copa Perú 1989  |
| ------------ | ------------------ |
| 1° Región IV | Juan Mata          |
| 1° Región IX | Mercado Mayorista  |
| 2° Región IX | Juventud Huascarán |

| Posición       | a Copa Perú 1990        |
| -------------- | ----------------------- |
| 10° Zona Norte | Esther Grande de Bentín |
| 10° Zona Sur   | Deportivo Aviación      |

- Juventud Huascarán fue segundo lugar de la Región IX y definió el tercer ascenso con Alejandro Villanueva de Chincha, segundo lugar de la Región IV.

## Equipos participantes
| Club                   | Ciudad               | Estadio                 |
| ---------------------- | -------------------- | ----------------------- |
| Atlético Independiente | Cañete               | Roberto Yáñez           |
| Aurora Cantolao        | Miraflores           | San Martín de Porres    |
| Bella Esperanza        | Cerro Azul           | Roberto Yáñez           |
| Defensor Kiwi          | Chorrillos           | Municipal de Chorrillos |
| Defensor Rímac         | Chaclacayo           | Tahuantinsuyo           |
| Deportivo Citen        | Callao               | Telmo Carbajo           |
| Deportivo Enapu        | Callao               | Telmo Carbajo           |
| E.T.E.                 | Chorrillos           | Campo deportivo E.T.E.  |
| Guardia Republicana    | La Molina            | San Martín de Porres    |
| Hijos de Yurimaguas    | Ventanilla           | Municipal de Ventanilla |
| Juan Mata              | Nasca                | Municipal de Nasca      |
| Juventud Huascarán     | La Victoria          |                         |
| Juventud La Palma      | Huacho               | Segundo Aranda Torres   |
| Juventud Progreso      | Barranca             | Municipal de Barranca   |
| Lau Chun               | La Molina            |                         |
| Lawn Tennis            | Jesús María          | San Martín de Porres    |
| Mercado Mayorista      | La Victoria          |                         |
| Real Olímpico          | San Martín de Porres | San Martín de Porres    |
| Sport Puerto Aéreo     | La Tinguiña          | José Picasso Peratta    |
| Walter Ormeño          | Imperial             | Oscar Ramos Cabieses    |

## Primera fase
Eran 20 equipos divididos en tres zonas:
Zona Norte:
- Lawn Tennis (a liguilla por el título)
- Juventud Progreso (a liguilla por el título)
- Juventud La Palma (a repechaje)
- Lau Chun
- Mercado Mayorista (a liguilla por el descenso)
- Juventud Huascarán (a Copa Perú 1991)

Zona Metropolitana:
- Hijos de Yurimaguas (a liguilla por el título)
- Guardia Republicana (a liguilla por el título)
- Aurora Cantolao (a liguilla por el título)
- Deportivo Enapu (a repechaje)
- Defensor Rímac
- Real Olímpico
- Deportivo Citen (a liguilla por el descenso)
- E.T.E. (a Copa Perú 1991)

Zona Sur
- Bella Esperanza (a liguilla por el título)
- Walter Ormeño (a liguilla por el título)
- Atlético Independiente (a repechaje)
- Defensor Kiwi
- Juan Mata (a liguilla por el descenso)
- Sport Puerto Aéreo (a Copa Perú 1991)

## Repechaje para Liguilla por el título
| octubre de 1990 | Juventud La Palma | 2-1 | Deportivo Enapu |  |  |

| 5 de noviembre de 1990 | Juventud La Palma | 2-0 | Atlético Independiente | San Martín de Porres, Lima |  |

## Liguilla por el título
| 1.º | Hijos de Yurimaguas | ?? | ?? | ?? | ?? | No Disp | No Disp | ?? | ?? |
| 2.º | Walter Ormeño       | ?? | ?? | ?? | ?? | No Disp | No Disp | ?? | ?? |
| 3.º | Juventud La Palma   | ?? | ?? | ?? | ?? | No Disp | No Disp | ?? | ?? |
| 4.º | Guardia Republicana | ?? | ?? | ?? | ?? | No Disp | No Disp | ?? | ?? |
| 5.º | Juventud Progreso   | ?? | ?? | ?? | ?? | No Disp | No Disp | ?? | ?? |
| 6.º | Bella Esperanza     | ?? | ?? | ?? | ?? | No Disp | No Disp | ?? | ?? |
| 7.º | Lawn Tennis         | ?? | ?? | ?? | ?? | No Disp | No Disp | ?? | ?? |
| 8.º | Aurora Cantolao     | ?? | ?? | ?? | ?? | No Disp | No Disp | ?? | ?? |

|  | Clasificado a Descentralizado 1991 |

| Perú                           |
| Campeón                        |
| Hijos de Yurimaguas 1.º título |

## Liguilla por el descenso
| 1.º                                                 | Mercado Mayorista | ?? | ?? | ?? | ?? | No Disp | No Disp | ?? | ?? |
| 2.º                                                 | Juan Mata         | ?? | ?? | ?? | ?? | No Disp | No Disp | ?? | ?? |
| 3.º                                                 | Deportivo Citen * | ?? | ?? | ?? | ?? | No Disp | No Disp | ?? | ?? |
| * El Deportivo Citen desciende a la Copa Perú 1991. |                   |    |    |    |    |         |         |    |    |

| Predecesor: 1989 | Segunda división del Perú 1990 | Sucesor: 1991 |

## Enlace
- Segunda división del Perú 1990

- Datos: Q74112868